# Elecciones generales de Jamaica de 2020
Las elecciones generales se celebraron en Jamaica el jueves 3 de septiembre de 2020 para elegir a 63 miembros del Parlamento de Jamaica. Como la constitución estipula un mandato parlamentario de cinco años, se esperaba que las elecciones se celebrasen entre el 25 de febrero y el 10 de junio de 2021. Sin embargo, el primer ministro Andrew Holness convocó elecciones anticipadas para garantizar una respuesta unida a la pandemia de COVID-19 en curso. Por consejo de Holness, el gobernador general Patrick Allen disolvió el Parlamento el 13 de agosto de 2020.
El resultado fue una victoria para el gobernante Partido Laborista de Jamaica, que obtuvo el 57% de los votos y 48 escaños.  En medio de la pandemia de COVID-19 y la epidemia de dengue de 2019-2020, la participación electoral fue solo del 37,8%, la más baja en una elección desde 1983.
El Primer Ministro Holness prestó juramento para un nuevo mandato ante el gobernador general Patrick Allen el 7 de septiembre de 2020. La ceremonia, que se llevó a cabo en King's House, se limitó a 32 personas para cumplir con las medidas de salud pública.

## Antecedentes
Antes de las elecciones, el Partido Laborista de Jamaica, dirigido por el primer ministro Andrew Holness, formó un gobierno mayoritario. El mayor partido de la oposición fue el Partido Nacional del Pueblo, dirigido por Peter Phillips. El Partido Laborista de Jamaica o el Partido Nacional del Pueblo han estado en el poder desde que se introdujo el sufragio universal en 1944.

## Sistema electoral
Los 63 miembros de la Cámara de Representantes son elegidos por escrutinio mayoritario uninominal. La Ley de Representación del Pueblo permite la candidatura de los votantes mayores de 21 años. Cualquier ciudadano de la Mancomunidad de Naciones que resida en Jamaica puede votar en la elección si es mayor de 18 años. Para ser incluido en la boleta, una nominación debe incluir las firmas de al menos diez votantes elegibles del mismo distrito electoral.

## Campaña
Sólo dos partidos se registraron para participar en las elecciones, el Partido Laborista de Jamaica y el Partido Nacional del Pueblo, y cada uno de ellos presentó candidatos en las 63 circunscripciones. Las dos partes acordaron participar en tres debates televisados organizados por la Comisión de Debates de Jamaica. El Partido Nacional del Pueblo hizo campaña a favor de un referéndum para destituir a la reina Isabel II como jefa de Estado.

## Encuestas de opinión
| Fecha                     | Encuestadora                 | Tamaño de muestra | PLJ  | PNP  | Otro | Ventaja |
| ------------------------- | ---------------------------- | ----------------- | ---- | ---- | ---- | ------- |
| 3 de septiembre de 2020   | Resultados de las elecciones | –                 | 57.1 | 42.8 | 0.1  | 14.3    |
| 21–24 Agos 2020           | RJR Gleaner Group            | –                 | 37   | 25   | 38   | 12      |
| 21–23 Agos 2020           | Jamaica Observer             | 1,000             | 37   | 23   | 40   | 14      |
| 20 Jul–6 Agos 2020        | Nationwide News Network      | –                 | 52   | 34   | 14   | 18      |
| 23 Jul–3 Agos 2020        | RJR Gleaner Group            | –                 | 36   | 20   | 44   | 16      |
| 9–12 Jul 2020             | Jamaica Observer             | 1,200             | 36   | 17   | 47   | 19      |
| 13–20 Jun 2020            | Mello TV                     | 1,200             | 38   | 19   | 43   | 19      |
| 12–15 Mar 2020            | Jamaica Observer             | 1,200             | 33   | 19   | 48   | 14      |
| 8–18 Febr 2020            | RJR Gleaner Group            | 1,038             | 30   | 22   | 48   | 8       |
| 2–19 de diciembre de 2019 | Nationwide News Network      | –                 | 56   | 44   | 0    | 12      |
| 7 Agos 2019               | Don Anderson                 | –                 | 35   | 30   | 35   | 5       |
| 2–4 Agos 2019             | One PNP                      | 1,000             | 34   | 32   | 34   | 2       |
| 28 Mar 2019               | RJR Gleaner Group            | 1,003             | 29   | 18   | 53   | 11      |
| 12 Mar 2018               | RJR Gleaner Group            | –                 | 26   | 19   | 55   | 6       |
| 25 de febrero de 2016     | Elección general de 2016     | –                 | 50.1 | 49.7 | 0.2  | 0.4     |

## Resultados
|                                    |                                    |           |       |       |         |     |  |  |  |
| Partido                            | Partido                            | Votos     | %     | +/–   | Escaños | +/– |  |  |  |
|                                    | Partido Laborista de Jamaica       | 408 376   | 57,07 | +6,99 | 49      | 17  |  |  |  |
|                                    | Partido Nacional del Pueblo        | 305 950   | 42,76 | –6,95 | 14      | 17  |  |  |  |
|                                    | Candidatos independientes          | 1185      | 0,17  | +0,03 | 0       | 0   |  |  |  |
| Total                              | Total                              | 715 511   | 100   | –     | 63      | 0   |  |  |  |
|                                    |                                    |           |       |       |         |     |  |  |  |
| Votos válidos                      | Votos válidos                      | 715 511   | 98.78 |       |         |     |  |  |  |
| Votos nulos/en blanco              | Votos nulos/en blanco              | 8806      | 1.22  |       |         |     |  |  |  |
| Total de votos emitidos            | Total de votos emitidos            | 724 317   | 100   |       |         |     |  |  |  |
| Votantes registrados/participación | Votantes registrados/participación | 1,913,410 | 37,85 |       |         |     |  |  |  |
| Fuente: Comisión Electoral         |                                    |           |       |       |         |     |  |  |  |